# 東京都水道歴史館
東京都水道歴史館（とうきょうとすいどうれきしかん）は、東京都文京区本郷にある東京都水道局が運営するPR施設である。
1995年（平成7年）4月15日開館。従来、西新宿にあった東京都水道記念館を閉館して、本郷給水所に隣接する東京都水道局本郷庁舎2号館（水運用センターおよび水質センターも併設）に新設された。東京水道400年の歴史を江戸時代と明治時代以降に分けて実物大模型や歴史資料、映像を用いて紹介している。玉川上水に関する歴史資料が非常に充実しており、江戸時代に使用されていた木樋が本物そのまま展示されている他、閲覧室では東京都立中央図書館でも所蔵されていない、貴重な一次資料や二次資料が閲覧できるようになっている。
なお、博物館の裏手には、東京都水道局が管理する本郷給水所公苑があり、神田上水の石桶が保存されている。 

## 館内の施設・特徴／利用案内

### 館内の施設・特徴
- 1階：近代から現代の水道の歴史
- 2階：江戸時代の上水道の歴史
- 3階：閲覧室

### 利用案内
- 開館時間 ： 午前9時30分から午後5時まで（入館は午後4時30分まで）
- 入館料 ： 無料
- 休館日 ： 毎月第4月曜日（月曜日が祝日または振替休日の場合は、その翌日）
  - 年末年始（12月28日から翌年の1月4日まで）

## アクセス方法
- 鉄道
  - JR東日本中央線快速・中央・総武緩行線御茶ノ水駅 御茶ノ水橋口下車。徒歩8分。
  - 東京メトロ丸ノ内線御茶ノ水駅 2出口下車。徒歩8分。
  - 東京メトロ千代田線新御茶ノ水駅 B2出口下車。徒歩8分。
  - JR東日本中央・総武緩行線水道橋駅 東口下車。徒歩8分。
  - 都営地下鉄三田線水道橋駅 A1出口下車。徒歩8分。
  - 東京メトロ丸ノ内線本郷三丁目駅 1出口下車。徒歩8分。
  - 都営地下鉄大江戸線本郷三丁目駅 1出口下車。徒歩8分。

## 周辺情報
- 東京医科歯科大学（医学部・歯学部）
  - 東京医科歯科大学医学部附属病院
  - 東京医科歯科大学歯学部附属病院
  - 御茶ノ水郵便局
- 順天堂大学（医学部）
  - 順天堂大学医学部附属順天堂医院
- 湯島聖堂
- 本郷通り
- 神田明神
- 東京ガーデンパレス（ホテル）
- 平和と労働センター・全労連会館
  - 全国労働組合総連合事務所など
- JFAハウス
  - 日本サッカー協会(JFA)
  - 2002FIFAワールドカップ記念日本サッカーミュージアム
- 東京労音お茶の水センター